# Circle of Alchemists
Circle of Alchemists ist ein im Jahr 2012 gegründetes Projekt der vier Musiker und Musikproduzenten Flow, Bench, Domac und 2Familiar. Neben verschiedenen Projekten/Features mit anderen Künstlern komponieren die Alchemisten eigene Tracks aus den Bereichen Electro, Pop, Dance-Pop, House und Hip-Hop. Die Alchemisten sind zurzeit in Köln ansässig.

## Geschichte
Auf ihrem 2012 gegründeten YouTube-Kanal laden die Alchemisten regelmäßig sowohl neue Tracks als auch VLogs und Musikvideos hoch. Daneben verwenden sie den Kanal Slaymassive auf dem sie sporadisch Let’s Plays hochladen, welche sie sowohl in der Gruppe als auch mit anderen Let’s Playern wie Gronkh, Sarazar, MafuyuX oder Herr Currywurst aufnehmen. Zudem teilen sie den Kanal mit E-R1CH. Der Kanalname ist eine Anspielung auf den Namen der Play Massive GmbH. Sie hatten außerdem Gastauftritte bei diversen Videos anderer Let’s Player. Die Band veröffentlicht ihre Musik über verschiedene MP3-Plattformen, unter anderem bei Amazon und iTunes und stellt sie unter eine freie Lizenz, die jedoch die kommerzielle Nutzung ausschließt.
Die Alchemisten komponierten 2013 für Die Superhomies (Gronkh und Sarazar) das Lied Elektrotitte (5000 Volt) mit, welches auf Platz 17 in den deutschen und Platz 29 in den österreichischen Charts landete.
Bekanntheit erlangten sie neben der Zusammenarbeit mit Gronkh und Sarazar auch durch das YouTube-Team PietSmiet, welches die Lieder der Alchemisten gelegentlich in ihren Videos benutzen.
Am 31. Dezember 2014 veröffentlichte die Band gemeinsam mit Manuel Schmitt (SgtRumpel) unter dem Bandnamen Circle of Bequemlichkeit den Song Ode an Dich. Der Song widmet sich Schmitts Community und ist im Genre des Love Metals anzusiedeln. Am 30. Januar 2015 veröffentlichten die Alchemisten den Track Tomorrow, ihre erste Singleauskopplung aus ihrem neuen Album Lost Aurum. Dieses erschien am 27. Februar 2015 auf ihrer Website. Am 21. August 2015 erschien ihr Album Ingredients 2015.
2016 gründeten die Alchemisten gemeinsam mit dem YouTuber und DJ Sarazar und dem Veranstalter und DJ Björn Grimm in Köln die Veranstaltungsagentur Aerochrone, die auch als Musiklabel tätig ist.

## Diskografie

### Alben
- 2013: Westwards
- 2013: Eastwards
- 2014: Ingredients 2013
- 2014: Ingredients 2014
- 2015: Lost Aurum
- 2015: Ingredients 2015

### Singles
- 2012: Spoileralarm
- 2012: Ekstase
- 2012: Reisefieber
- 2013: Mystic Walk
- 2013: Surrender
- 2013: So oder so
- 2016: Drifting (Instrumental)
- 2016: Set Me Free
- 2017: Hey
- 2017: Pushing Forward
- 2017: Next To You
- 2018: Dance